# Large Zenith Telescope

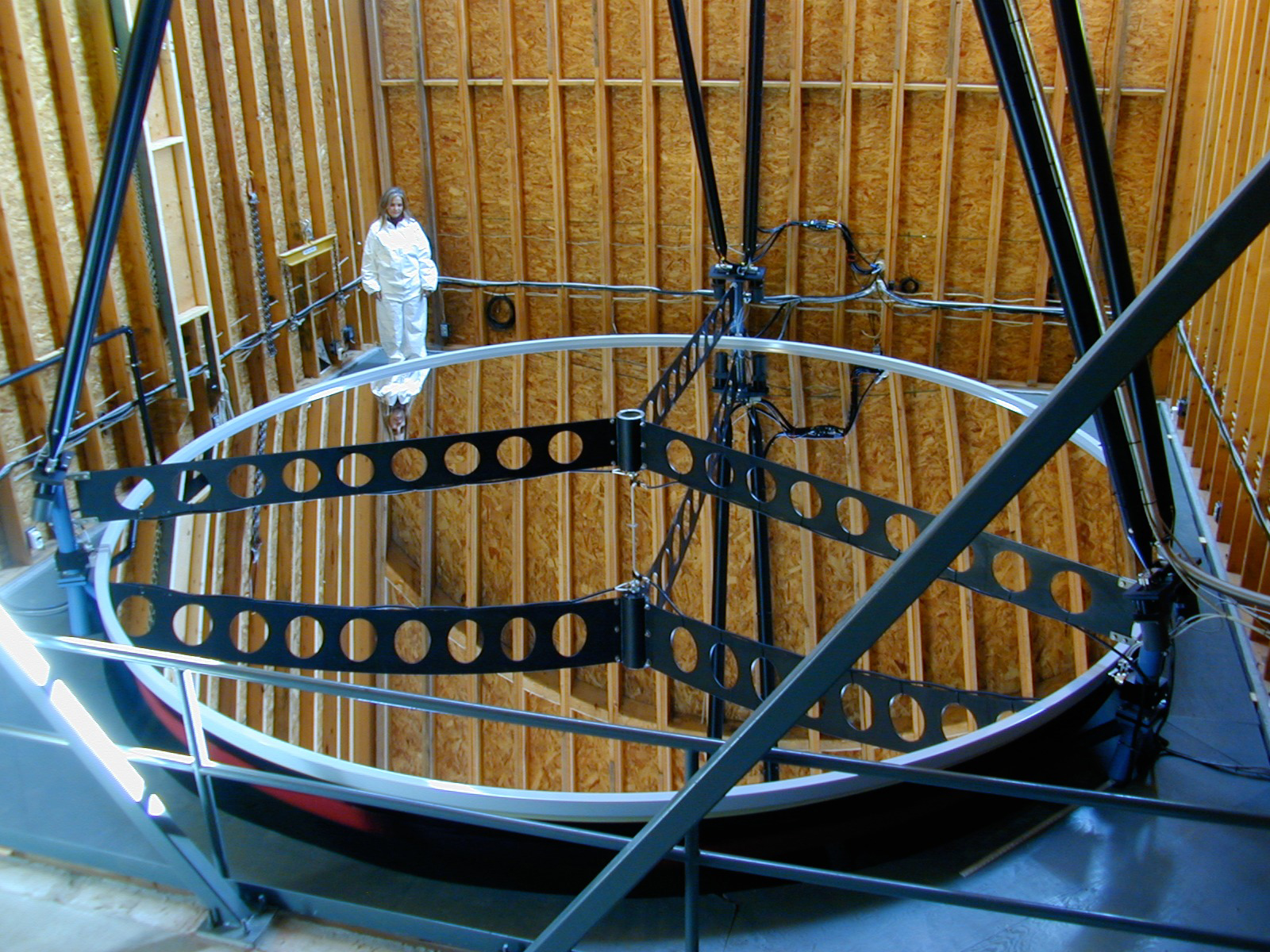
Large Zenith Telescope: mit Mensch zur Illustration der Dimensionen

Das Large Zenith Telescope (LZT) war ein Spiegelteleskop mit 6 m Durchmesser, das – aufgrund des verwendeten Primärspiegels aus flüssigem Quecksilber (Flüssiger Spiegel, Flüssigspiegelteleskop) – ausschließlich auf den Zenit gerichtet war und deswegen auch in die Kategorie der Zenitteleskope eingeordnet wurde. Sein Standort lag auf 395 m Höhe im Malcolm Knapp Research Forest der University of British Columbia, etwa 70 km östlich von Vancouver. Fertigstellung war 2003; die wissenschaftliche Arbeit wurde 2004 aufgenommen und bis zum Abbau 2016 fortgeführt.

## Flüssiger Spiegel
Der Primärspiegel des LZT bestand aus flüssigem Quecksilber in einer gleichmäßig rotierenden Schale, das durch Zusammenspiel von Zentrifugalkraft und Gewichtskraft eine nahezu perfekte Parabelform bildet.
Für eine möglichst vibrationsarme Rotation war die Schale mit einem Luftlager geführt; der Antrieb erfolgte über einen in das Luftlager integrierten bürstenlosen Elektromotor. Die Rotationsgeschwindigkeit wurde durch einen optischen Kodierer erfasst und durch einen Regelkreis konstant gehalten. Um Einflüsse von Luftströmungen von der Quecksilberoberfläche fernzuhalten, war der Spiegel mit einer dünnen Mylarfolie abgedeckt.

## Eigenschaften
Korrekturoptik und Detektor waren direkt oberhalb des Spiegels im Primärfokus montiert. Das Gerät hatte dadurch mit seiner Brennweite von nur zehn Metern ein sehr großes Öffnungsverhältnis von 1:1,5.
Dadurch wurde der zentrale Nachteil eines Zenitteleskops, dass nur ein dünner Streifen am Himmel beobachtet werden kann, abgemildert. Das korrigierte Sichtfeld hatte einen Öffnungswinkel von 24 Bogenminuten, die Kamera von 17′. Durch synchrones Verschieben des Bildaufnehmers entgegen der Erddrehung wurden längere Belichtungszeiten (max. 24′−17′ = 7′) ermöglicht.
Es sind jedoch Konzepte entwickelt worden, durch bewegliche und evtl. verformbare sekundäre und tertiäre Spiegel das mögliche Bildfeld in einem Bereich bis ±23° zu erweitern. Damit wäre zudem eine gleichzeitige Beobachtung mehrerer Himmelsregionen möglich.